# Аловов, Недирмамед Аловович
Недирмамед Аловович Аловов (туркм. Nedirmämmet Alowow; род. 1938) — туркменский государственный деятель, дипломат.

## Биография
Родился 21 мая 1938 года в селе Чукуркала Каахкинского района. Туркмен.
Окончил Туркменский государственный университет имени М. Горького, г. Ашхабад, ВПШ, г. Ташкент.
С 1955 по 1956 годы — старший товаровед Куня-Ургенчского сельского потребительского общества.
С 1956 по 1962 годы — бухгалтер средней школы Каахкинского района Ашхабадской области.
С 1962 по 1972 годы — работа в партийных органах Компартии Туркменистана.
С 1972 по 1976 годы — первый секретарь Каахкинского райкома Компартии Туркменистана.
С 1976 по 1988 годы — председатель Государственного комитета труда Туркменской ССР.
С 1988 по 1991 годы — председатель Государственного комитета социального обеспечения и труда Туркменской ССР.
05.08.1992 — 09.03.1994 — министр социального обеспечения Туркменистана.
06.01.1995 — 02.03.1999 — Чрезвычайный и Полномочный Посол Туркменистана на Украине.
05.06.1999 — 28.01.2000 — Чрезвычайный и Полномочный Посол Туркменистана в Таджикистане.

## После отставки
В 2011 году награждён медалью «20 лет независимости Туркменистана» в числе ветеранов дипломатической службы.

## Награды и звания
- Медаль «20 лет независимости Туркменистана» (2011)